# Model Stackelberga
Model Stackelberga – popularny model konkurencji niedoskonałej. Po raz pierwszy został zaproponowany w 1934 roku przez niemieckiego ekonomistę Heinricha Freiherra von Stackelberga. Zgodnie z założeniami modelu każde z przedsiębiorstw w duopolu wybiera poziom swojej produkcji dążąc do maksymalizacji zysku. Zakłada się również, że produkowane przez wszystkie firmy dobra są identyczne i mają jednakową cenę. Od modelu Cournota różni się tym, że o wielkości produkcji firmy decydują nie jednocześnie, lecz jedna z firm podejmuje tę decyzję jako pierwsza. Wielkość ta jest następnie obserwowana przez drugiego konkurenta, który wówczas podejmuje swoją decyzję dotyczącą wielkości produkcji.

## Formalny model
Klasyczny model duopolu Stackelberga z liniowym popytem i stałymi kosztami krańcowymi można przedstawić w następujący sposób. Popyt można zapisać w postaci {\displaystyle p=A-BQ} a koszty przedsiębiorstw jako {\displaystyle C(q)=cq.} Bez straty ogólności można założyć, że c=0, bowiem w przypadku gdy c>0 wystarczy zmodyfikować parametryzację popytu definiując {\displaystyle A':=A-c.}
Równowagę Nasha można znaleźć wykorzystując algorytm indukcji wstecznej. Oznaczając poziom produkcji wybrany przez przedsiębiorstwo 1 na pierwszym etapie gry jako {\displaystyle q_{1},} popyt ma postać {\displaystyle p=A-Bq_{1}-Bq_{2}.} Gdy przedsiębiorstwo 2 na drugim etapie wybiera swój poziom produkcji {\displaystyle q_{2},} traktuje ono wielkość {\displaystyle q_{1}} jako znaną i stałą, a zatem zachowuje się jak monopolista.
Poziom produkcji maksymalizujący zysk przedsiębiorstwa 2 jest zatem w tej sytuacji dany wzorem: {\displaystyle q_{2}={\frac {A-Bq_{1}}{2B}}.} Przy takim poziomie produkcji cena równowagi wynosi {\displaystyle p={\frac {A-Bq_{1}}{2}}} i jak widać zależy od {\displaystyle q_{1}.}
Biorąc pod uwagę opisane powyżej zachowanie przedsiębiorstwa 2 w drugim etapie gry w pierwszym etapie przedsiębiorstwo 1 maksymalizuje swój zysk {\displaystyle p(q_{1})q_{1}} wybierając optymalny poziom {\displaystyle q_{1}.} Formalnie funkcję zysku przedsiębiorstwa 1 można zapisać jako:
{\displaystyle p(q_{1})q_{1}={\frac {A-Bq_{1}}{2}}q_{1}.}
Ponownie maksymalizacja tej funkcji to problem analogiczny do tego jaki rozwiązuje monopolista. Jego rozwiązanie jest dane wzorem {\displaystyle q_{1}={\frac {A}{2B}},} a zatem {\displaystyle p={\frac {A}{4}}.}
Wynika stąd dalej, że w równowadze zyski przedsiębiorstw wynoszą odpowiednio {\displaystyle \pi _{1}={\frac {A^{2}}{8B}}={\frac {\pi ^{M}}{2}}} oraz {\displaystyle \pi _{2}={\frac {A^{2}}{32B}}={\frac {\pi ^{M}}{8}},} gdzie {\displaystyle \pi ^{M}} to zysk monopolisty.
Z rozwiązania tego wynikają następujące fakty. Przedsiębiorstwo 1 produkuje taką samą ilość produktu jaką wybrałby monopolista. W drugim etapie gry, przedsiębiorstwo 2 produkuje połowę tej wielkości. W równowadze cena równa jest połowie ceny ustalonej przez monopolistę, a zatem niższa niż cena w przypadku monopolu, ale jednocześnie wyższa niż w przypadku modelu Cournota. Wreszcie, zysk przedsiębiorstwa 1 jest równy połowie zysku monopolisty, zaś zysk przedsiębiorstwa 2 jest równy 1/8 zysku monopolisty. Zysk przedsiębiorstwa 1 jest wyższy niż w przypadku modelu Cournota, zaś zysk przedsiębiorstwa 2 – niższy.
Powyższy model duopolu można uogólnić do oligopolu.

## Literatura dodatkowa
- Christoph Schenzler, John J. Siegfried, William O. Thweatt. The History of the Static Equilibrium Dominant Firm Price Leadership Model. „Eastern Economic Journal”. 18 (2), s. 171–186, 1992.